# Червеногуша мухоловка
Червеногушата мухоловка (Ficedula parva) е птица от семейство Мухоловкови (Muscicapidae). Среща се и в България.

## Физически характеристики
Дълга е 12 cm. Мъжкият отгоре е сиво-кафяв, гушата и гърдите са канелено-червени, а коремът е белезникав. Женската е кафява, без червени гърди.

## Начин на живот и хранене
Храни се с насекоми.

## Допълнителни сведения
Обитава стари широколистни гори с богат подлес от храсти.